# 菲斯卡尔
菲斯卡尔，是西班牙阿拉贡自治区韦斯卡省的一个市镇。总面积170平方公里，总人口327人（2018年），人口密度1人/平方公里。